# Prunus rubiginosa
Prunus rubiginosa — вид квіткових рослин з родини трояндових (Rosaceae). Ареал охоплює такі країни: Філіппіни.

## Середовище
Вид може рости в первинних лісах на висоті від 250 до 1200 метрів над рівнем моря. Фенологія виду не була добре задокументована, але, виходячи зі зібраних зразків, вид цвіте в жовтні та листопаді, а плодоносить з лютого по травень та вересень. Однією з головних загроз, з якими стикається Prunus rubiginosa, є постійна втрата площі та якості природного середовища існування, що в першу чергу спричинено зміною сільського господарства, вирубкою лісів на сировинні потреби, гірничодобувною промисловістю, урбанізацією, а також втратами від лісових плантацій та природних лісозаготівель..

## Морфологічний опис
Це дерево заввишки від 9 до 25 метрів.